# Михалевка (Ярославская область)
Михалевка — деревня в Некрасовском районе Ярославской области. Входит в состав сельского поселения Красный Профинтерн.

## География
Находится в восточной части Ярославской области на расстоянии приблизительно 15 км на север-северо-восток по прямой от административного центра района поселка Некрасовское в левобережной части района.

## История
В 1859 году здесь было учтено 17 дворов.

## Население
Численность населения: 119 человек (1859 год), 39 (русские 85 %) в 2002 году, 24 в 2010.